# The Jewish Quarterly Review
The Jewish Quarterly Review (JQR) ist die älteste englischsprachige Zeitschrift für Jüdische Studien, die vor allem wissenschaftliche Artikel zur jüdischen Literatur und Kultur, zum Teil zur Theologie, veröffentlicht. Diese unterliegen einem Peer-Review (double blind). Sie wurde 1888 durch Israel Abrahams und Claude Montefiore in London begründet und wird derzeit von der University of Pennsylvania Press in Philadelphia verlegt. Verantwortung trägt Bonnie L. Blankenship im Auftrag des Herbert D. Katz Center for Advanced Judaic Studies der University of Pennsylvania, das sie 1910 als Neue Folge übernahm. Folgende Serienherausgeber brachte das Blatt hervor: Cyrus Adler und Solomon Schechter (1–6), Adler (7–30), Abraham Aaron Neuman und Solomon Zeitlin (31–57), Salomon Zeitlin (58 ff.) onward. Die Zeitschrift trug zur Verbreitung der Forschungsergebnisse (wie zu Jesus Sirach) von Solomon Schechter bei. Weitere Autoren waren u. a. Israel Zangwill, Elkan Nathan Adler, Wilhelm Bacher, Moritz Steinschneider, Joseph Leon Blau, Adolf Büchler, Thomas Kelly Cheyne, Hartwig Hirschfeld und David Kaufmann.